# Kuwait en los Juegos Paralímpicos de París 2024
Kuwait estuvo representado en los Juegos Paralímpicos de París 2024 por tres deportistas masculinos.

## Medallistas
El equipo paralímpico kuwaití obtuvo las siguientes medallas:
| Nombre          | Deporte   | Evento               |
| --------------- | --------- | -------------------- |
| Oro             |           |                      |
| Faisal Sorur    | Atletismo | Peso F63 masculino   |
| Plata           |           |                      |
| —               |           |                      |
| Bronce          |           |                      |
| Faisal Alrayehi | Atletismo | 5000 m T54 masculino |